# فرگشت بلندمدت
فرگشت بلندمدت (به انگلیسی: Long Term Evolution، کوته‌نوشت: LTE)، که معمولاً با عنوان «4G and LTE» بازاریابی می‌شود، استانداردی برای انتقال پرسرعت داده‌های بی‌سیم برای تلفن همراه و ترمینال‌های داده‌است.
از سال ۲۰۱۹ میلادی این فناوری به تدریج در حال جایگزین‌شدن با نسل پنجم ارتباطات سیار سلولی (5G) شده است.
این فناوری مبتنی بر فناوری‌های سامانهٔ جهانی ارتباطات سیار (جی‌اس‌ام)، سرعت داده افزایش یافته برای تحول جی‌اس‌ام (EDGE) و UMTS/HSPA است که سرعت و ظرفیت انتقال را با استفاده از رابط رادیویی متفاوت و همچنین توسعه هستهٔ شبکه، افزایش داده‌است.

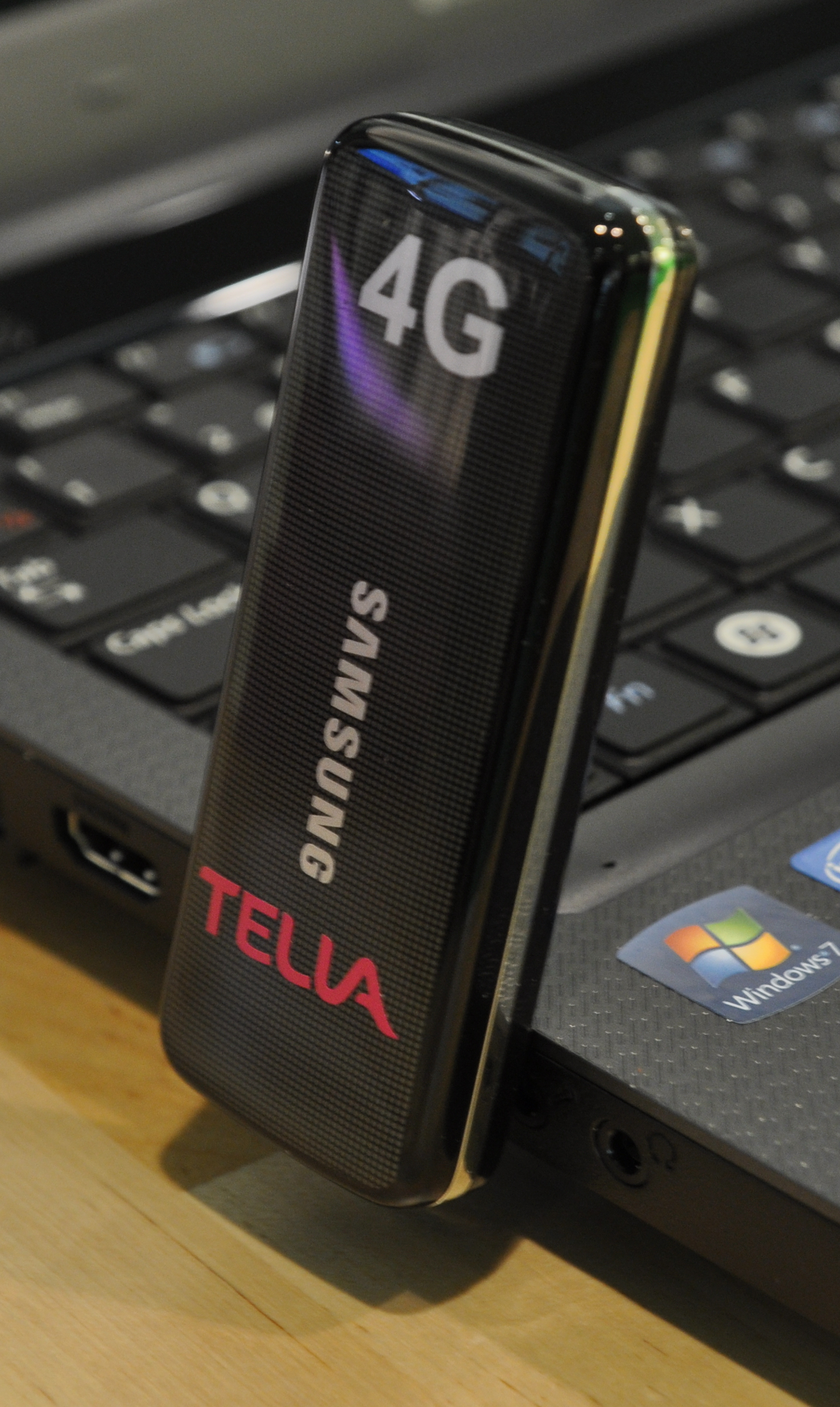
مودم LTE سامسونگ

این استاندارد توسط 3GPP (پروژه مشارکتی نسل سوم شبکه تلفن همراه) توسعه داده شده‌است که در سری مدارک نسخهٔ ۸ و با اندکی تغییرات در نسخهٔ شمارهٔ ۹ آمده‌است. نخستین راه‌اندازی تجاری و عمومی این فناوری در ۱۴ دسامبر ۲۰۰۹ و مربوط به شرکت تلیا کمپانی در دو شهر اُسلو و استکهلم بوده‌است.
فناوری فرگشت بلندمدت در واقع مسیر طبیعی ارتقا و توسعهٔ اپراتورهای شبکه بی‌سیم است که با هر دو شبکهٔ GSM و UMTS و همچنین شبکه‌های دسترسی چندگانه تقسیم کدی ۲۰۰۰ (CDMA2000) مانند شرکت بی‌سیم «وِرایزِن» (ورایزن وایرلس) اداره می‌شوند. این شرکت در سال ۲۰۱۰ (میلادی) نخستین شبکهٔ فرگشت بلندمدت را در اندازه گسترده در آمریکای شمالی راه‌اندازی کرد و شرکتی ژاپنی نیز وعدهٔ تغییر فناوری به فناوری فرگشت بلندمدت را اعلام کرد. شرکت «ایرتل» (Airtel) نیز این سرویس را در آوریل سال ۲۰۱۲ در کشور هند راه‌اندازی نمود؛ بنابراین این فناوری، نخستین استاندارد واقعاً جهانی برای ارتباطات است، البته با استفاده از باندهای فرکانسی متفاوت در کشورهای گوناگون که تنها آن دسته از دستگاه‌های سیار که از پهنای باند متفاوت پشتیبانی می‌کنند پاسخگوی این فناوری هستند.
اگرچه فناوری فرگشت بلندمدت اغلب با عنوان نسل چهارم شبکه تلفن همراه(4G) شناخته می‌شود اما نسخهٔ نخست آن، الزامات فنی تعیین شده توسط کنسرسیوم «پروژهٔ مشارکت نسل سوم تلفن همراه» (3GPP) را در مورد استاندارد نسل جدید خودش که در بخش مخابرات سیار بین‌الملل پیشرفته (IMT Advanced) مطابق با بخش ارتباط رادیویی اتحادیه بین‌المللی مخابرات (ITU-R) است برآورده نمی‌سازد.

## تی‌دی-ال‌تی‌ای
تی‌دی-ال‌تی‌ای (به انگلیسی: TD-LTE) نام یکی از استانداردهای دارای شرایط فناوری نسل ۴ اینترنت ثابت است. نام TD-LTE از TDD-LTE گرفته شده که خود این عبارت کوته‌نوشت Time Division Duplexing – Long Term Evolution است. این فناوری به دو صورت FD-LTE و TD-LTE ارائه می‌شود.استاندارد TD-LTE از فرگشت فناوری TD-SCDMA به وجود آمده که در آن به جای تقسیم پهنای فرکانسی، دریافت و ارسال را بر روی یک پهنای باند فرکانسی و در بازه‌های زمانی متفاوت انجام می‌دهد. با این کار دیگر نیازی به باند محافظ بین بازه‌های فرکانسی دانلود و آپلود وجود ندارد و می‌توان از همه گنجایش پهنای باند برای ارسال یا دریافت اطلاعات استفاده کرد؛ بنابراین سرعت ارسال و دریافت اطلاعات در این روش افزایش می‌یابد. همچنین می‌توان ظرفیت ارسال و دریافت را با کنترل بازه‌های زمانی تغییر داد. گزاره Time Division در نام این تکنولوژی به همین موضوع اشاره دارد. فناوری TD-LTE نوعی روش پیاده‌سازی شبکه اینترنت نسل چهارم است. یکی از مهم‌ترین گزینه‌هایی که این اینترنت را از سرویس‌های اینترنت ADSL و وایمکس و نسل‌های پیشتر متمایز می‌کند سرعت بسیار بالا و قطعی بسیار پایین است.

### تاریخچه
فناوری TD-LTE واپسین نسل اینترنت ثابت است که اینترنت را به صورت بی‌سیم در اختیار کاربران قرار می‌دهد. این فناوری در مقایسه با سایر فناوری‌های اینترنت ثابت از جمله Dial-up ،ADSL، و WiMAX سرعت بالاتری را به کاربران ارائه می‌دهد و محدودیت‌هایی مانند سرعت پایین، عدم امکان جابجایی مودم، محدودیت‌های ظرفیت در مراکز مخابراتی را برطرف می‌کند.

### میزان دسترسی کشور ها به ال‌تی‌ای
درصد دسترسی کاربران به فرگشت بلند‌مدت در ۱۰کشور اول و ایران در سال ۲۰۱۹
| رتبه | کشور                | میزان دسترسی(٪) |
| ---- | ------------------- | --------------- |
| ۱    | کره جنوبی           | ۹۷.۶٪           |
| ۲    | ژاپن                | ۹۶.۴٪           |
| ۳    | نروژ                | ۹۵.۸٪           |
| ۴    | هنگ کنگ             | ۹۴.۲٪           |
| ۵    | ایالات متحده آمریکا | ۹۳.۱٪           |
| ۶    | هلند                | ۹۲.۸٪           |
| ۷    | تایوان              | ۹۲.۸٪           |
| ۸    | مجارستان            | ۹۱.۵٪           |
| ۹    | سوئد                | ۹۱.۱٪           |
| ۱۰   | هند                 | ۹۰.۳٪           |
| ۵۸   | ایران               | ۶۶.۸٪           |